# Джейсон Вейр-Сміт
Джейсон Вейр-Сміт (англ. Jason Weir-Smith; нар. 8 серпня 1975) — колишній південноафриканський тенісист.
Найвищу одиночну позицію світового рейтингу — 548 місце досяг 4 жовтня 1999, парну — 81 місце — 18 червня 2001 року.
Найвищим досягненням на турнірах Великого шолома було 2 коло в парному розряді.

## Титули на челленджерах

### Парний розряд: (5)
| Ранг | Рік  | Турнір             | Покриття | Партнер           | Суперники                   | Рахунок       |
| ---- | ---- | ------------------ | -------- | ----------------- | --------------------------- | ------------- |
| 1.   | 1999 | Айзенах, Німеччина | Ґрунт    | Мітч Спренгелмеєр | Дірк Діер Маркус Гільперт   | 6–3, 6–1      |
| 2.   | 1999 | Бінгемтон, США     | Тверде   | Мітч Спренгелмеєр | Кевін Кім Лі Хьон Тхек      | 5–7, 6–4, 6–2 |
| 3.   | 1999 | Сан-Антоніо, США   | Тверде   | Мітч Спренгелмеєр | Ендрю Пейнтер Байрон Талбот | 6–3, 7–6(8–6) |
| 4.   | 2000 | Сеговія, Іспанія   | Тверде   | Ешлі Фішер        | Джордан Керр Дамін Робертс  | 7–6(7–5), 6–1 |
| 5.   | 2001 | Вроцлав, Польща    | Тверде   | Вейн Блек         | Юліан Ноул Міхаель Кольманн | 6–3, 6–4      |